# Omalos
Omalos ( em grego: Ομαλός   ) é uma pequena vila no oeste de Creta, em Mousouroi da unidade regional de Chania . A palavra grega Ομαλός significa plano, regular ou suave, referindo-se ao planalto.

## Descrição
Omalos está ao nordeste do Planalto de Omalos (οροπέδιο του Ομαλού), 38 km ao sul de Chania, nas Montanhas Brancas (Lefka Ori). O planalto tem uma área de 15 km2 e fica localizado ao sul da província de Kydonia, no municipio de Mousouroi, fazendo fronteira com os distritos de Sfakia e Anatoliko Selino. Embora o planalto esteja em Mousouroi, a maior parte dele fica em Anatoliko Selino.
O planalto tem três acessos: ao oeste, pela estrada Chania-Sougia, ao norte em Omalos e ao sul, onde se tem acesso ao desfiladeiro de Samariá até a costa em Agia Roumeli, no Mar da Líbia. Omalos em si tem cerca de 5 km da entrada até o desfiladeiro em Xyloskalo, e deriva grande parte de sua importância de sua associação com trekking. Uma antiga trilha de pedra conecta Omalos com Agia Eirini a oeste, de onde se tem acesso ao próximo desfiladeiro a oeste, o desfiladeiro de Agia Eirini.
O clima mais frio e o solo fértil são propícios ao cultivo de vegetais e frutas, como batatas e maçãs, além de cereais. Pequenas casas redondas de pedra (mitata) são usadas para fazer queijo local (graviera). Nas estações mais quentes, os pastores levam os seus rebanhos para pastagens (madares, μαδάρες) nas encostas de Lefka Ori.

## Geografia

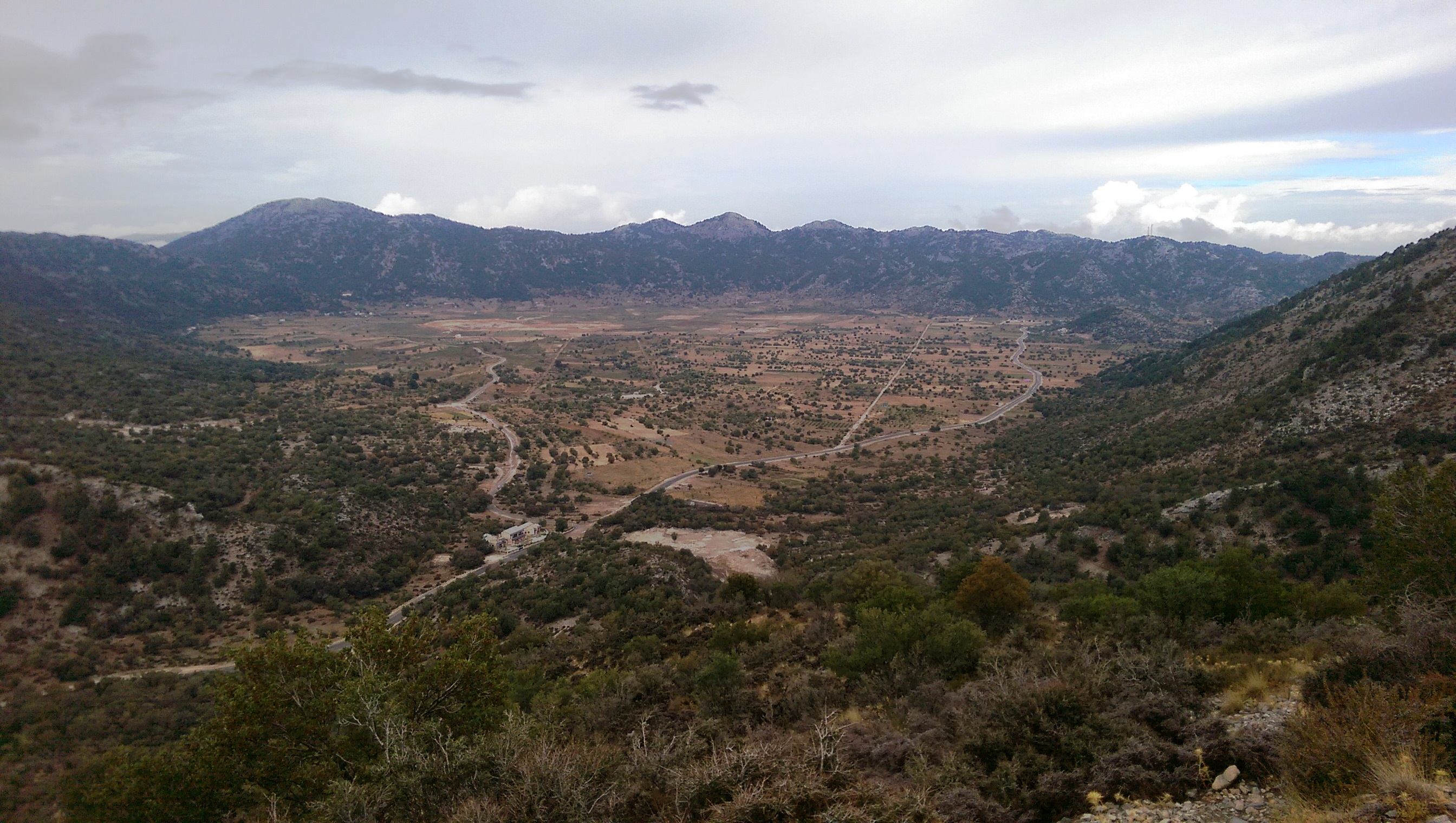
Planalto de Omalos

Originalmente um lago, acredita-se que tenha perdido suas águas através da Caverna Tzani. A caverna encontra-se à direita da estrada sinuosa de Omalos, descendo em direção a Chania, cerca de 1,6 km de Omalos.
Em Xyloskalo (1250 m), surgem dois picos: Gingilos (2080 m) e Volakias (2116 m), que as lendas associam ao trono de Zeus, que nasceu em Creta. Mais a oeste estão Agathopi (1768 m) e Psilafi (1984 m), supostamente os campos de corrida de Zeus, mas agora são locais de corridas de esqui slalom.

## História

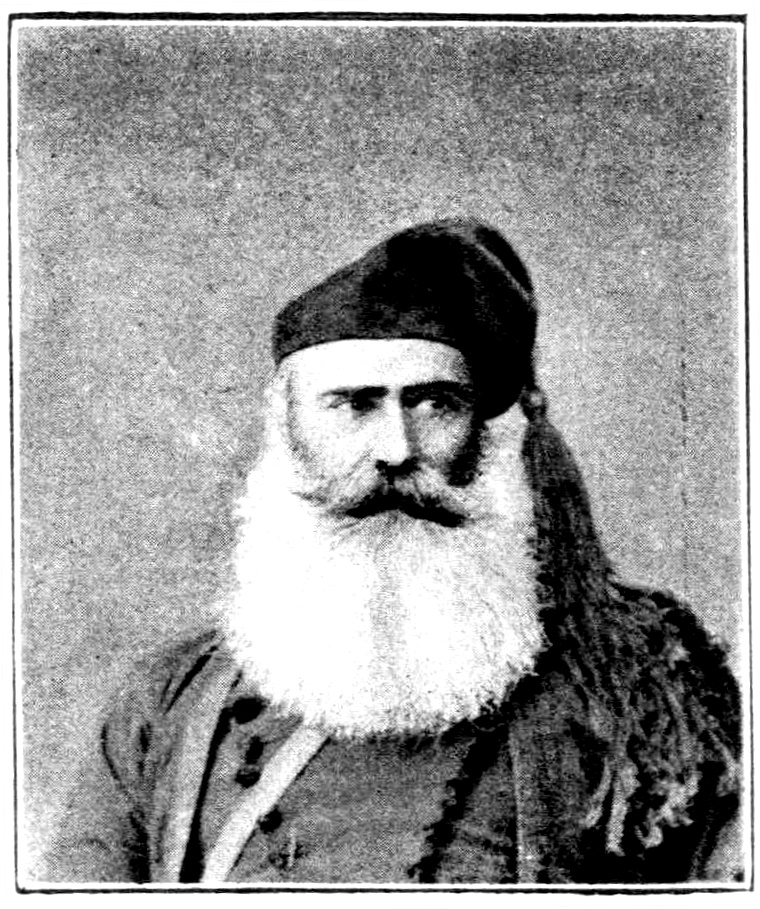
Hatzimihalis Yiannaris 1833-1916,. Foto datada de 1890

Durante as revoltas contra o Império Otomano os turcos raramente conseguiam penetrar no planalto. Diz-se que o nome Omalos derivou de uma canção revolucionária " Πότε θα κάνει ξαστεριά πότε θα Φλεβαρίσει να πάρω το τουφέκι μου...να κατεβώ στον Ομαλό "
A caverna Tzani recebeu esse nome em homenagem a Tzanis Markos, um chefe revolucionário dos primeiros anos da invasão turca que fez dela seu covil. Ele foi apelidado de "Fobos" (medo). A caverna tem cerca de 2,5 km de comprimento e desce 241 metros. Na verdade, é um desfiladeiro coberto.
O revolucionário cretense Hatzimichalis Giannaris (1833-1916) nasceu na vizinha Lakkoi e foi proeminente nos conflitos de 1855-1869, sendo capturado, mas escapando da prisão em Chania e depois exilado em Odessa . Em 1912, ele foi eleito para o parlamento grego. Embora tenha morrido em Chania, seu desejo era ser enterrado em Omalos, onde perto da caverna Tzani fica uma igreja dedicada a ele.
Durante a Segunda Guerra Mundial, o planalto foi usado como campo de aviação.